# 短体光尾鲨
短体光尾鲨（学名：Apristurus abbreriatus）为猫鲨科光尾鲨属的鱼类。在中国，分布于东海等海域。该物种的模式产地在东海深海。